# Elektrownia wodna Souapiti
Elektrownia wodna Souapiti – największa w Afryce Zachodniej betonowa zapora wodna z wodną elektrownią grawitacyjną zlokalizowana na terenie Republiki Gwinei, na rzece Konkouré, w regionie Mamou.
Pierwsze badania nad możliwością budowy elektrowni w tym rejonie sięgają lat dwudziestych XX wieku. W latach 1945–1950 służby zagraniczne Electricité de France, wspomagane przez przedsiębiorstwo Coyne i Bellier (dawna nazwa Tractebel), przeprowadziły pełną inwentaryzację terenu pod tym kątem. Projekt był kontynuowany do 1958, obejmując główne działania rozpoznawcze w terenie i rozpoczęcie prac nad kompleksem Souapiti-Kaléta. Składał się on z zapory skalnej z podziemną elektrownią w Souapiti, a następnie tunelu o długości 6 km do transportu wody w dół rzeki Kaléta. Prace przerwano w 1958, kiedy Gwinea uzyskała niepodległość. 
Projekt był zawieszony do 2011, kiedy to Ministerstwo Energii i Środowiska Republiki Gwinei podpisało z China International Water & Electric Corporation (CWE) umowę dotyczącą budowy zapory i elektrowni. W sierpniu 2015 roku uruchomiono elektrownię wodną Kaléta o mocy 240 MW. Następnie CWE zaproponowało realizację projektu rozwoju elektrowni wodnej Souapiti, położonej 6 km w górę rzeki. Umowa została podpisana w styczniu 2016 roku i w 85% sfinansowana przez Exim Bank.
Elektrownia Souapiti rozpoczęła działalność 24 czerwca 2021, a jej operatorem jest Société de Gestion et d'Exploitation de Souapiti (SOGES). Zapora ma wysokość 116 metrów, szerokość 1,2 km, a objętość betonu wynosi weń 3,7 mln m³. Zbiornik mieści 6,5 miliona m³ wody, co stanowi ponad połowę średniego rocznego przepływu rzeki. Elektrownia wyposażona jest w cztery turbiny o łącznej mocy 450 MW. Rocznie dostarczać ma około 1900 GWh energii elektrycznej dla Gwinei. Dzięki regulacji rzeki zwiększy również produkcję energii elektrycznej w starszej elektrowni Kaléta o dodatkowe 200 GWh rocznie. Ostateczne zakończenie prac planowane jest na lipiec 2022. Zapora jest częścią chińskiej inicjatywy Jeden pas i jedna droga. Wartość projektu ocenia się na 1,5 mld USD. Jego inicjatorem był prezydent Alpha Condé. 
Według organizacji Outriders rząd Gwinei dokonał przymusowych przesiedleń ludności z terenów pod budowę. Przesiedleńcy nie otrzymali wsparcia ani rekompensat. Łącznie miałoby zostać przesiedlonych 16.000 ludzi z ponad 100 miejscowości, a zniszczeniu ulec miałoby około 250 km² obszarów rolnych.  